# Eutimio I di Gerusalemme
Eutimio I (... – circa 1084) è stato un arcivescovo ortodosso bizantino, patriarca di Gerusalemme verso la fine dell'XI secolo.

## Biografia
Poco si conosce della vita del patriarca Eutimio, successore di Sofronio II, documentato per l'ultima volta nel 1076.
Era presente a Costantinopoli l'11 aprile 1082 in occasione del processo contro Giovanni Italo e i suoi seguaci. Tra il 1082 e il 1083, Eutimio fece parte dell'ambasciata inviata dall'imperatore Alessio I Comneno a Boemondo di Taranto, che nel 1081 aveva invaso i possedimenti bizantini nei Balcani e occupato parte del territorio. Non si conosce l'esito di questa ambasciata.
Di ritorno da Tessalonica, dove si era svolto l'incontro, fu ospite a Filippopoli di Gregorios Pakourianos, militare bizantino di origine georgiana, probabilmente nel corso del 1084. In quest'occasione sottoscrisse un Typikon con la data del 13 dicembre 1083.
Sono note alcune lettere, non datate, scritte a Eutimio dal clero antiocheno e dall'abate del monastero di San Simeone Stilita il Giovane a Antiochia.
Non si conosce null'altro del patriarca Eutimio, che morì probabilmente nel 1084. In questo stesso anno infatti è attestato il suo successore, Simone II.